# Studentenwerk Osnabrück

Logo

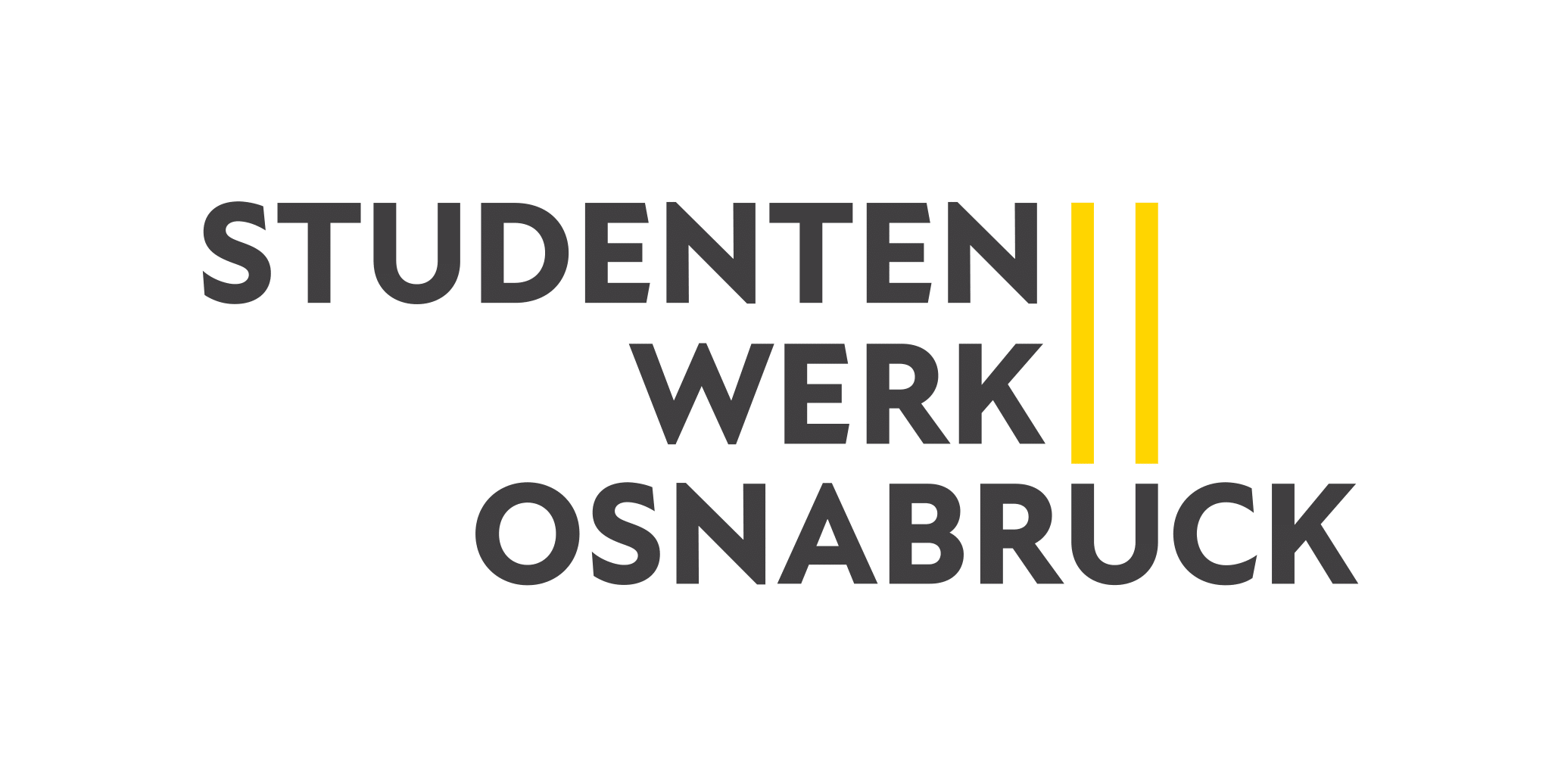
Ehemaliges Logo

Das Studierendenwerk Osnabrück (ehemals Studentenwerk Osnabrück) ist eines von fünf Studentenwerken in Niedersachsen und in der Rechtsform einer gemeinnützigen Anstalt des öffentlichen Rechts organisiert. Der Hauptsitz befindet sich in Osnabrück. Es wurde am 13. November 1973 mit Beschluss der Niedersächsischen Landesregierung gegründet und beschäftigt rund 300 Mitarbeitende (Stand Oktober 2021). Das Studentenwerk ist für die wirtschaftliche, soziale, kulturelle und gesundheitliche Förderung und Beratung von rund 32.000 Studierenden im südwestlichen Niedersachsen an den Hochschulstandorten Osnabrück, Vechta und Lingen zuständig.

## Verwaltungsrat
Höchstes Gremium des Studentenwerks ist der Verwaltungsrat. Vorsitzende ist Susanne Menzel-Riedl (Präsidentin der Universität Osnabrück). Stellvertretender Vorsitzender ist Andreas Bertram (Präsident der Hochschule Osnabrück).
Der Verwaltungsrat besteht aus jeweils zwei Mitgliedern der Studierendengruppe der Universität Osnabrück, der Hochschule Osnabrück sowie der Universität Vechta, jeweils zwei vom Präsidium der Universität Osnabrück, der Hochschule Osnabrück sowie der Universität Vechta aus seiner Mitte bestellten Mitgliedern, zwei Mitgliedern aus Wirtschaft und Verwaltung sowie zwei Beschäftigten des Studentenwerks mit beratender Stimme. Die Geschäftsführung nimmt an den Sitzungen des Verwaltungsrates mit beratender Stimme teil.

## Geschäftsführung
| Zeitraum                          | Name             | Position                        |
| 15. Juli 1974 – 31. Dezember 2002 | Otto Kerll       | Geschäftsführer                 |
| 1. Januar 2003 – 30. April 2016   | Birgit Bornemann | Geschäftsführerin               |
| 1. Mai 2016 – 31. Mai 2017        | Alexandra Krone  | Geschäftsführerin               |
| 1. Juni 2017 – 8. April 2018      | Stefan Kobilke   | kommissarischer Geschäftsführer |
| 9. April 2018 – heute             | Stefan Kobilke   | Geschäftsführer                 |

## Dienstleistungsbereiche

### Hochschulgastronomie

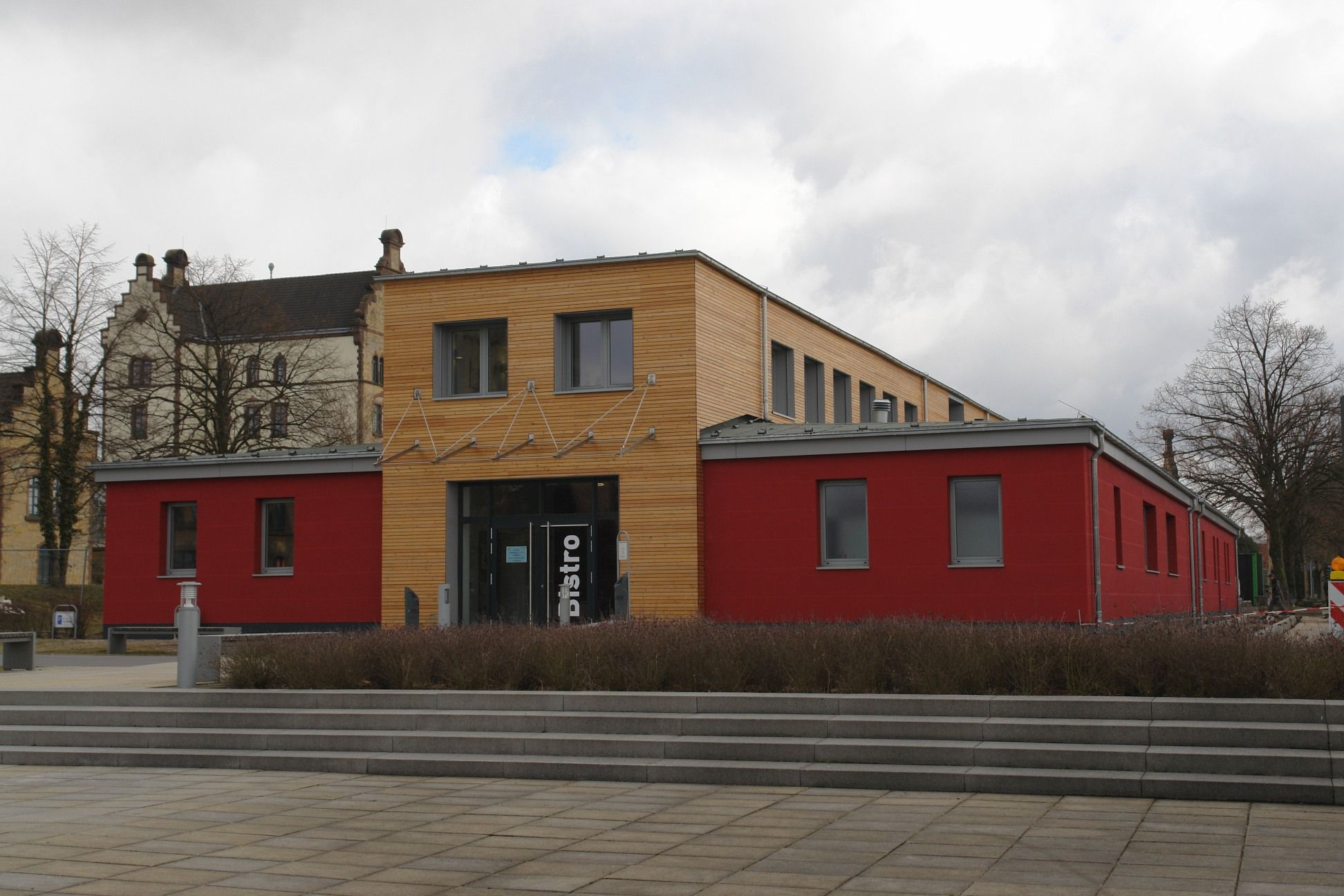
Bistro Caprivi in Osnabrück

Das Studentenwerk Osnabrück betreibt Mensen an den verschiedenen Hochschulstandorten, dazu Cafeterien und Bistros und versorgt die Studierenden mit frischen Mittagsangeboten, Snacks und Getränken. In den Mensen werden insgesamt täglich circa 8.000 Essen zubereitet.
- Osnabrück:
  - Mensa und Cafeteria Schlossgarten
  - Bistro Caprivi
  - Mensa und Café Lounge Westerberg
  - Mensa und Cafeteria Haste
- Mensa und Cafeteria Lingen
- Mensa und Bistro Vechta

### Studentisches Wohnen

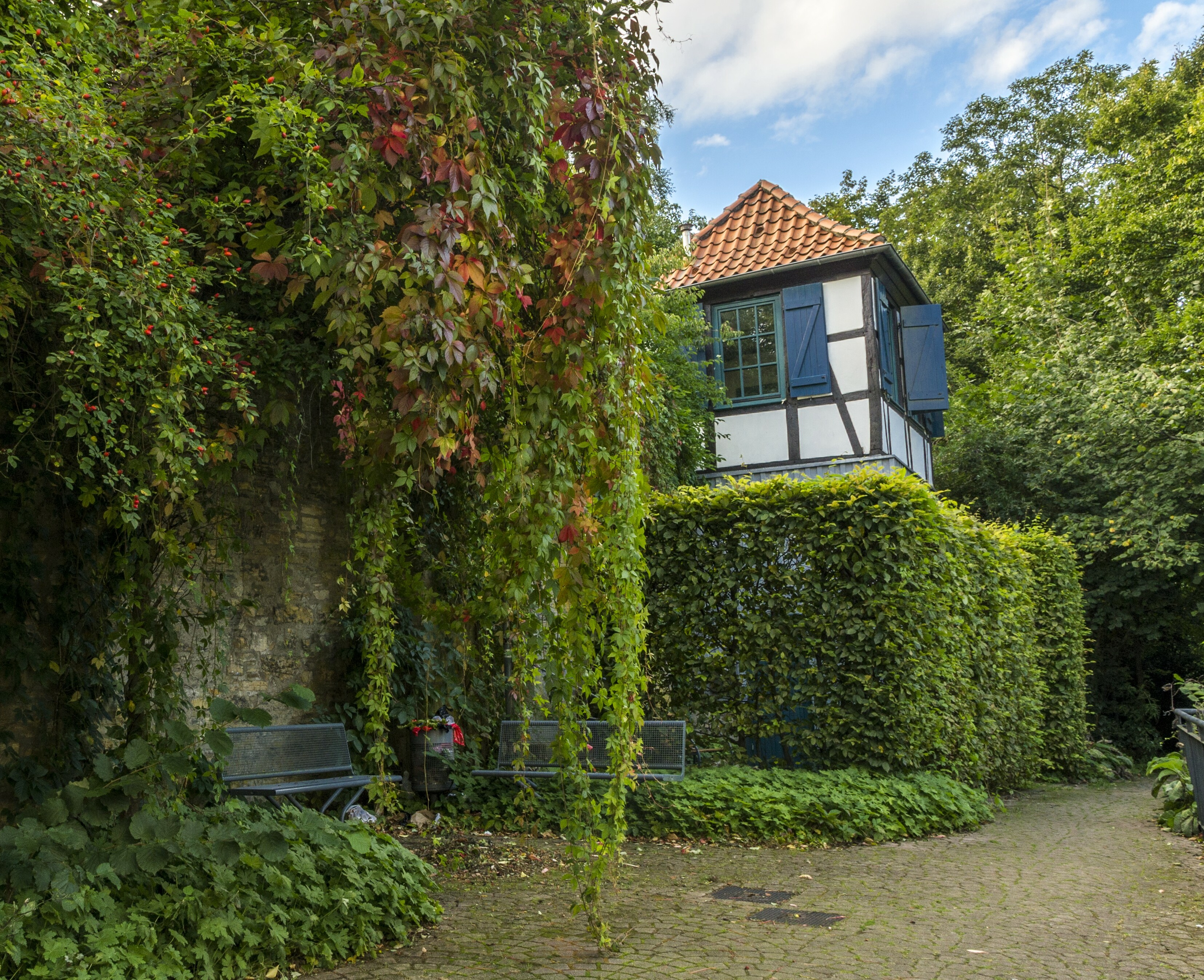
Denkmalgeschütztes „Haus auf der Stadtmauer“ in Osnabrück: mit 19 m² kleinstes Studierendenwohnheim Deutschlands

Das Studentenwerk Osnabrück bietet circa 2.000 studentische Wohnplätze in 27 verschiedenen Wohnanlagen. Dazu gehören Einzelzimmer, Wohngemeinschaften und Familienapartments.

### Studienfinanzierung
Die Abteilung Studienfinanzierung unterstützt die Studierenden bei der Finanzierung ihres Studiums. Dazu gehört die Bearbeitung von Anträgen nach dem Bundesausbildungsförderungsgesetz (BAföG) sowie die Beratung hinsichtlich Studienkrediten und Stipendien.

### Studieren mit Kind
Zu den Dienstleistungen gehört außerdem die Unterstützung von studierenden Müttern und Vätern. Das Studentenwerk Osnabrück betreibt eine eigene Kindertagesstätte, die CampusKita, und kooperiert mit drei weiteren Kitas anderer Träger: Die kleinen Strolche und Kindervilla in Osnabrück sowie das Spatzennest in Vechta.

### Psychosoziale Beratung (psb)
Die Beratung des Studentenwerk Osnabrück umfasst die psychologische Beratung und die Sozialberatung.

## Betreute Hochschulen
- Universität Osnabrück
- Hochschule Osnabrück an den Standorten Osnabrück und Lingen (Ems)
- Universität Vechta
- Private Hochschule für Wirtschaft und Technik gGmbH an den Standorten Vechta und Diepholz[15]

## Finanzierung
Das Studentenwerk finanziert sich zu rund 61 Prozent aus Erträgen aus Umsatzerlösen und Mieten sowie der Aufwandserstattung für BAföG und KiTa, zu rund 24 Prozent aus Erträgen aus Semesterbeiträgen und zu rund 15 Prozent aus der Finanzhilfe des Landes Niedersachsen.

## Dachverband der deutschen Studentenwerke
Das Studentenwerk Osnabrück ist eines von insgesamt 57 Studentenwerken in Deutschland und Mitglied im Dachverband Deutsches Studierendenwerk.